# Marco Ânio Herênio Polião
Marco Ânio Herênio Polião (em latim: Marcus Annius Herennius Pollio) foi um senador romano nomeado cônsul sufecto para o nundínio de julho a agosto de 85 com seu pai, Públio Herênio Polião. Sua esposa, Helvídia, era filha do filósofo Helvídio Prisco, executado por Domiciano.